# Освајачи олимпијских медаља у атлетици — 3.000 метара за жене
Освајачи олимпијских медаља у атлетици за жене у дисциплини 3000 m која се на програму Олимпијских игара нашла три пута, приказани су у следећој табели. Ову дисциплну је после Олимпијских игара 1992 заменила дисциплина 5000 м. Резултати су приказани у минутама.
| Дисциплина               |                                     | Резултат   |                                    | Резултат |                                  | Резултат |
| Лос Анђелес 1984. детаљи | Маричика Пујка · Румунија           | 8:35,96 ОР | Венди Слај · Уједињено Краљевство  | 8:39,47  | Лин Вилијамс · Канада            | 8:42,14  |
| Сеул 1988. детаљи        | Татјана Самоленко · Совјетски Савез | 8:25,53 ОР | Паула Иван · Румунија              | 8:27,15  | Ивон Мари · Уједињено Краљевство | 8,29,02  |
| Барселона 1992. детаљи   | Јелена Романова · Уједињени тим¹    | 8:46,04    | Татјана Доровскик · Уједињени тим¹ | 8:46,85  | Анџела Чалмерс · Канада          | 8:47,22  |

¹ Екипа СССР је наступила као Заједница независних држава под олимпијском заставом.

## Биланс медаља, 3000 метара жене
|    | Држава               | Злато | Сребро | Бронза | Укупно |
| -- | -------------------- | ----- | ------ | ------ | ------ |
| 1. | Уједињени тим¹       | 1     | 1      | 0      | 2      |
| 1. | Румунија             | 1     | 1      | 0      | 2      |
| 3. | Совјетски Савез      | 1     | 0      | 0      | 1      |
| 4  | Уједињено Краљевство | 0     | 1      | 1      | 2      |
| 5. | Канада               | 0     | 0      | 2      | 2      |
|    | Укупно (5)           | 3     | 3      | 3      | 9      |